# 池田和弘
池田 和弘（いけだ かずひろ、1958年（昭和33年）11月4日 - ）は、日本の認知言語学者。大阪観光大学国際交流学部教授。

## 人物・来歴
大阪府出身。1981年京都大学農学部水産学科卒業。大学卒業後、通訳養成学校を経て、専門学校や予備校での教鞭、執筆活動ではベストセラーを記録した数々の著書を輩出。その後、2001年4月、大阪大学大学院言語文化研究科にて、理論的ベースを固め、大阪大学大学院工学研究科で原子力、ナノフォトニクスのESPプログラムを開発・実施。
大阪大学大学院言語文化研究科修了。修士論文は「言語の形式と意味を関連付ける概念装置とその読解指導への応用方法について」。現在、大阪観光大学国際交流学部教授。
「学習者に優しい」をコンセプトに、認知言語学、レキシカル・グラマー、エマージェント・グラマー、PDPモデルなど最新の知見を駆使して、受験英語と実用英語を融合できる英語学習法のスペシャリスト。2013年に新設された大阪観光大学国際交流学部において、英語プログラムを開発し理論の実証を行っている。
2015年10月3日より、日経ビジネスオンラインにて『日本語を活用した英会話習得法』のコラムを執筆。
所属学会は大阪大学言語文化学会、関西英語教育学会、全国英語教育学会、大学英語教育学会、日本認知言語学会。
英検1級、国連英検特A級、TOEIC955を保有。

## 受賞歴
- 英語学習法グランプリ（語彙部門）受賞 English Express（朝日出版社 1999年）
- イードアワード2013 英語教材 留学経験者満足度 最優秀賞（株式会社イード 2013年）
- イードアワード2014 英語教材 総合満足度 最優秀賞（株式会社イード 2014年）

## 著書

### 学術論文
- 『Visual Analyses of Modalities Using a Temporal-Epistemic Coordinate System』（関西英語教育学会 (KELES) 紀要『英語教育研究』 第35号、2012年）

### その他発表
- 「心理軸」の導入による仮定法の視覚的・包括的な指導方法について（関西英語教育学会、2011年6月）
- 時系列に沿った情報の分散による低負荷の文法指導方略について（大学英語教育学会、2011年8月）
- 「和英混淆文の可能性―英語・日本語の習得および使用のフロンティア―」（ICR・国際日本研究専攻共催 特別シンポジウム、2016年11月）

### 書籍
- 『英単語こうすれば速く覚えられる!』（日本実業出版社、1991年）
- 『ビジネスの英単語 こうすれば速く覚えられる！』（日本実業出版社、1992年）
- 『旅と遊びの英単語 こうすれば速く覚えられる!』（日本実業出版社、1992年）
- 『日常生活の英単語 こうすれば速く覚えられる！』（日本実業出版社、1993年）
- 『英単語こうすれば確実に覚えられる! 』（日本実業出版社、1993年）
- 『スーパーソニック英単記憶術』（中経出版社、1995年）
- 『TOEIC最強の学習法』（日本実業出版社、1995年）
- 『受験スーパーソニック英単記憶術 必修基礎編』（中経出版社、1995年）
- 『受験スーパーソニック英単記憶術 必修ジャンプ編』（中経出版社、1995年）
- 『英単「超速暗記法」(CD-ROM)』（日本実業出版社、1996年）
- 『スーパーソニック実戦英単記憶術』（中経出版社、1996年）
- 『日常生活英語字六彙　快速記憶』（建興出版社、1997年）
- 『TOEICの英単語こうすれば速く覚えられる!』（日本実業出版社、1997年）
- 『TOEICの英単語 (Ⅱ) こうすれば速く覚えられる』（日本実業出版社、1997年）
- 『TOEIC영단어 이렇게 하면 단숨에외울 수 있다 (TOEICヨンタノ イロッケ ハミョン タンスメウィウル ス イッタ)』（행담　(ヘンタム)、1997年）
- 『TOEIC영단어 이렇게 하면 단숨에외울 수 있다（행담（ヘンタム）、1998年）
- 『대입 영단어 이렇게 하면 단숨에 외울 수 있다（テイプ ヨンタノ イロッケ ハミョン タンスメ ウィウル ス イッタ）』（행담（ヘンタム）、1999年）
- 『日常の英熟語こうすれば速く覚えられる!』（日本実業出版社、1999年）
- 『TOEIC TESTの英単語超速暗記法（CD-ROM版）』（日本実業出版社、1999年）
- 『핵심 영숙어 이렇게하면 단숨에외울수있다（ヘクシム ヨンソギ イロッケハミョン タンスメウィウルスイッタ）』（행담（ヘンタム）、2000年）
- 『英単語が面白いほど記憶できる法 日常会話編』（中経出版社、2000年）
- 『英単語が面白いほど記憶できる法 実用英語編』（中経出版社、2000年）
- 『英検2級の英単語 こうすれば速く覚えられる!』（日本実業出版社、2001年）
- 『入試にでる英単語が面白いほど記憶できる法 (中・上級編) 』（中経出版社、2001年）
- 『入試にでる英単語が面白いほど記憶できる法 (基礎編)』（中経出版社、2001年）
- 『よく使う英熟語が面白いほど記憶できる法』（中経出版社、2001年）
- 『英語がスラスラわかるようになる魔法の本』（日本実業出版社、2002年）
- 『まる覚え超かんたん英会話』（中経出版社、2004年）
- 『英単語こうすれば確実に覚えられる!（カセット別売）』（日本実業出版社、2004年）
- 『英単語こうすれば速く覚えられる!(CD付) 』（日本実業出版社、2009年）
- 『英語がスラスラわかるようになる魔法の本（新書版）』（日本実業出版社、2009年）
- 『こうすれば速く覚えられるTOEIC テストの英単語(CD付き)』（日本実業出版社、2010年）

### 教材
- 『リッスントーク』（株式会社elifet、2015年）
- 『スピークエッセンス』（株式会社elifet、2016年）

## 主なメディア出演

### 雑誌
- 『私の英語学習史』（1996年7月、TOEIC　Friends、ティ・エフ・コミュニケーションズ）
- 『英語克服の秘訣大公開』（1997年8月、EXECUTIVE、ダイヤモンド社）
- 『やり直しの英語学習法』（1997年11月、仕事の教室、リクルート社）
- 『TOEIC700点を目指せ』（1998年11月、ダイヤモンド・タイプ、ダイヤモンド社）
- 『英語学習法グランプリ（語彙部門）受賞』（1999年12月、English Express、朝日出版社）
- 『『女は英語力』の超勉強法』（2000年3月、VOCE、講談社）
- 『私の『英語学習法』がベスト参考書になる』（2000年3月、Gainer、光文社）
- 『『はじめての』TOEICに挑戦！』（2000年5月、ASAHI WEEKLY、朝日新聞社）
- 『大公開！達人の英語力アップ講座』（2001年12月、ENGLISH EXPRESS 12月増刊号、朝日出版社）
- 『堅苦しい文法を使わず楽しくマスターする？を競う』（2002年10月、月刊ビジネスデータ、日本実業出版社）
- 『ステップアップのための『学び』7大テーマ』（2002年10月、Gainer、光文社）
- 『ビジネス英語の即効上達法』（2008年7月、週刊ダイヤモンド特大号、ダイヤモンド社）
- 『仕事をしながら英語をマスターする方法』（2011年8月、CIRUS、KKベストセラーズ）
- 『42日で英会話力養成』（2011年9月、琉球新報）
- 『英会話学習教材県内普及目指す』（2011年9月、沖縄タイムス）
- 『『英語ができて、仕事が出来ない人』急増中！』（2011年10月、週刊現代、講談社）
- 『なぜ英語を「話せない」？たった7カ月で英語が話せる画期的教材！既存教材の盲点克服』（2015年3月、Business Journal）
- 『英語得意に』（2015年4月、産経新聞）
- 『大人の日本人”に合ったストーリー式英単語記憶法』（2015年6月、ダイヤモンドQ、ダイヤモンド社）
- 『TOEIC満点でも英語が話せないのはなぜ？ 言語学者がたどり着いた英会話学習『６つの実践法』とは』（2015年8月、現代ビジネス）
- 『英語が苦手な人必読！『日本語で覚える英語』があなたを救う!?』（2015年11月、プレジデントオンライン）
- 『日本語を活用した英会話習得法』（2015年10月～、日経ビジネスオンライン）

### ラジオ
- 『三上公也の情報朝イチ！』（2015年5月6日、関西ラジオ）

### 講演・研修
富士通、セルネート社、日空工業、日本教育者セミナー、平成洪庵の会、ペン播磨民間教育ネットワーク、他。